# Nuit de Chine (film, 1959)
Pour les articles homonymes, voir Nuit de Chine.
Nuit de Chine (China Jones) est un cartoon, réalisé par Robert McKimson et sorti en 1959, qui met en scène Daffy Duck et le chinois Porky Pig.